# Noord-Beveland
Noord-Beveland  è una municipalità dei Paesi Bassi di 7 408 abitanti situata nella provincia della Zelanda. Ex isola, con le ex isole di Walcheren e Zuid-Beveland, in seguito ai lavori del piano Delta costituisce oggi una penisola che separa la foce della Schelda dal resto del delta del Reno, della Mosa e della Schelda.